# Terpna tenuilinea
Terpna tenuilinea är en fjärilsart som beskrevs av W. Warren 1899. Terpna tenuilinea ingår i släktet Terpna och familjen mätare. Inga underarter finns listade i Catalogue of Life.